# Martin Bender (Jesuit)
Martin Bender (* 25. Januar 1731 in Kirchen in der Grafschaft Sayn-Altenkirchen; † 24. Juli 1791 in St. Wendel) war ein deutscher Jesuit, Professor der Theologie und Pfarrer.
Bender, der 1748 als Novize in den Jesuitenorden eingetreten ist, erwarb im Laufe seiner Ausbildung den Magistergrad in Philosophie, promovierte  am 13. Dezember 1764 gemeinsam mit zwei Ordensbrüdern bei dem für seine Vorlesungen zur Exegese bekannten Trierer Theologieprofessor Anton Oehmbs und wurde schließlich selbst Professor der Dogmatik der Universität Trier. Nach der von Papst Clemens XIV. am 21. Juli 1773 verfügten Aufhebung des Jesuitenordens wurde die jesuitische theologische und philosophische Fakultät ausgegliedert. Da der zugehörige Lehrauftrag nun der benediktinischen Fakultät der Trierer Universität zugeschlagen wurde und neben dem Collegium auch das jesuitische Gymnasium zu Trier aufgelöst wurde, musste sich Bender als Ex-Jesuit einer anderen Tätigkeit zuwenden, die er als Nachfolger des am 4. September 1774 verstorbenen Pastors Heinrich Joseph Braun in St. Wendel auch fand. Hier traf Bender am 24. Juni 1775 ein und wirkte als „eifriger und tüchtiger Pfarrer und Seelsorger“ 16 Jahre bis zu seinem Tod; er fand im Chor der Wendalinusbasilika die letzte Ruhestätte.
Bender wurde über seinen engeren Wirkungskreis an der Trierer Universität hinaus bekannt, als er sich an einer von dem katholischen Theologen und Kirchenrechtler Georg Christoph Neller ausgelösten theologischen Diskussion publizistisch beteiligte, über die auch außerhalb akademischer Kreise berichtet wurde. In der Sache ging es dabei um die Absetzung von Papst Johannes XII. im Jahre 963, deren kirchenrechtliche Bewertung zu einer "erbitterte(n), sich über Jahre hinziehende(n) Fehde mit den Jesuiten der niederrheinischen Provinz" geführt hatte.

## Schriften (Auswahl)
- Quaestiones de locis theologicis, et theses de Deo uno. Cum Animadversionibus in vindicias historico-juridicas. Eschermann, Trier 1767 (online bei Google Books); Nachdruck bei Philipp Anton Schmidt: Thesaurus iuris ecclesiastici potissimum Germanici sive Dissertationes selectae in ius ecclesiasticum. Bd. 2. Heidelberg/Bamberg/Würzburg 1773, S. 105–136 (online bei Google Books).